# Innokenti Fjodorowitsch Annenski

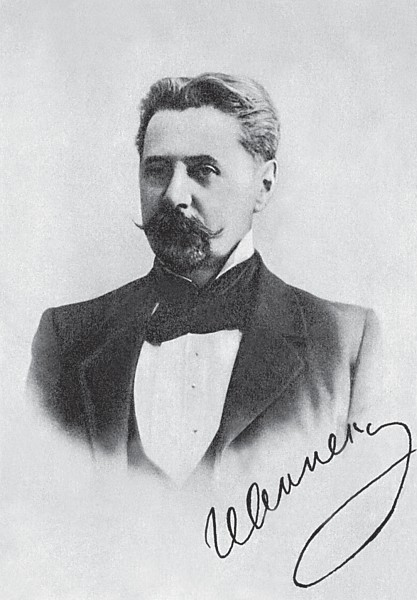
Innokenti Annenski

Innokenti Fjodorowitsch Annenski (russisch Иннокентий Фёдорович Анненский), wiss. Transliteration Innokentij Fëdorovič Annenskij; (* 20. Augustjul. / 1. September 1855greg. in Omsk; † 30. Novemberjul. / 13. Dezember 1909greg. in Sankt Petersburg) war ein russischer Dichter, Literaturkritiker, Dramatiker und Übersetzer. Sein Werk wird dem Silbernen Zeitalter zugeordnet, weil seine wichtigste Schaffensphase in die Zeit zwischen dem Ende des russischen Symbolismus und dem Beginn neuer literarischer Strömungen wie dem Akmeismus fiel, dessen Anfänge durch ihn maßgeblich beeinflusst wurden.

## Leben

### Kindheit und Jugend
Der Vater, Fjodor Nikolajewitsch Annenski, bekleidete ein hohes Amt im Staatsdienst in Westsibirien. Die Mutter, Natalja Petrowna, entstammte dem Geschlecht der Hannibals, aus dem auch der russische klassische Dichter Alexander Puschkin hervorgegangen war. Die Familie, der zwei Söhne und vier Töchter angehörten, lebte in Tomsk, als Innokenti im Alter von fünf Jahren schwer erkrankte. Die gesundheitlichen Folgen, ein Herzleiden, prägten sein gesamtes Leben.
Die Familie Annenski zog 1860 aus Westsibirien nach Sankt Petersburg, wo Annenski nach dem Abschluss des Gymnasiums sein Studium an der historisch-philologischen Fakultät der Petersburger Universität abschloss, wobei sein Herzleiden ihn immer wieder dazu zwang, seine Ausbildung zu unterbrechen. Er widmete sich mit großer Leidenschaft der klassischen Philologie, weitete seine Studien auf die russische Literatur und Folklore, die antike und westeuropäische Literatur, Linguistik, Philosophie und Pädagogik aus.
Seine ersten, vornehmlich im mystischen Ton gehaltenen Gedichte verfasste er Anfang der 1870er Jahre, gab aber während des Studiums das Dichten vorübergehend auf und widmete sich dem Erlernen von vierzehn Fremdsprachen, darunter Französisch, Deutsch, Englisch, Polnisch, Italienisch, Griechisch, Altgriechisch, Sanskrit und Hebräisch. Annenski galt als eine der gebildetsten Persönlichkeiten seiner Zeit. Mit seiner Sprachbegabung legte er einen Grundstein für seine spätere Tätigkeit als anerkannter Übersetzer französischer und deutscher Poesie wie Baudelaire, Rimbaud, Mallarmé, Verlaine sowie der Werke des bedeutenden römischen Lyrikers Horaz und des klassisch-griechischen Tragödiendichters Euripides.
1879 schloss Annenski sein Studium ab. Im gleichen Jahr heiratete er die um vierzehn Jahre ältere Witwe und Mutter zweier Söhne, Nadeschda Walentinowna Chmara-Barschtschewska.

### Lehrtätigkeit und Dichtung
Ab diesem Zeitpunkt nahm Annenski seine lebenslange Lehrtätigkeit auf. Finanzielle Nöte veranlassten ihn für viele Jahre im staatlichen Schuldienst zu bleiben. Er unterrichtete an den renommiertesten Gymnasien und höheren Bildungseinrichtungen, darunter auch am Nikolajewski-Gymnasium von Zarskoje Selo bei Sankt Petersburg, wo die spätere russische Dichterin und Begründerin des Akmeismus, Anna Achmatowa, ihre Kindheit und Jugend verbrachte. 1880 kam sein Sohn Walentin auf die Welt, der später unter dem Pseudonym W. Kriwitsch als Lyriker, Herausgeber und Autor der Biografie seines Vaters hervortrat.
Ab Herbst 1879 lebte und unterrichtete Annenski an einem der bekanntesten Privatgymnasien, F. F. Bytschkow, in Sankt Petersburg. Er galt als Persönlichkeit mit ungewöhnlichen Ideen, diese schlugen sich auch in seiner pädagogischen Tätigkeit nieder. Er war geschätzt für seine gutherzige, verständnisvolle Art und gefürchtet für seine reformatorischen Ansätze einer humanistischen Bildung, die er auch in den jeweiligen Bildungseinrichtungen umzusetzen suchte. Er verfasste ab 1879 eine Reihe von didaktisch-theoretischen Aufsätzen, in denen er dem „künstlerischen Gefühl: dem Gefühl für Schönheit, der Rede und der Wahrhaftigkeit“ (Innokentij Annenskij: Zu Fragen des ästhetischen Elements in der Bildung, In: Die russische Schule 1892, Nr. 11, S. 69) und der Bedeutung des Erlernens von Fremdsprachen (Innokentij Annenskij: Pedagogičeskie pis'ma. In: Russkaja škola 1992. Nr. 7–8, S. 164) besonderes Gewicht beimaß. Der Dichter des Silbernen Zeitalters und Mitbegründer des Akmeismus, Nikolai Gumiljow, der Annenskij 1903 im Schulalter von 17 Jahren als Direktor des Gymnasiums in Zarskoje Selo kennen lernte, erinnerte sich an das besondere Gespür Annenskis für seinen Schüler, dem er die Begeisterung für die französische Poesie, Sprache und die russischen Symbolisten der ersten Generation wie Balmont, Brjussow und Blok verdankte (Nikolaj Gumiljov: Pis'ma o russkoj poezii. Moskva, Sovremennik 1990, S. 7).
In den 1880er Jahren veröffentlichte Annenski eine Reihe von Abhandlungen über die Poesie J. P. Polonskis und Alexei K. Tolstois (1887). Es erschienen weitere wie Gontscharow und sein Oblomow oder Über die ästhetischen Auffassungen Lermontows zur Natur. Ab 1891 begann er seine Arbeit an der vollständigen Übertragung aller Tragödien von Euripides, die er mit wissenschaftlichen Kommentaren und Anmerkungen versah. Die Arbeit an den Übertragungen setzte er bis an sein Lebensende fort.
In der Zeit von 1891 bis 1893 war Kiew sein Lebenszentrum, wo er zum Direktor des Kollegiums Pawel Galagan ernannt wurde. 1893–1896 wurde er auf Grund seiner liberalen Ansichten zum Direktor des 8. Gymnasiums in Sankt Petersburg bestimmt, für das es ihm gelang, weltoffene und renommierte Pädagogen zu gewinnen. 1896 wurde er nach Zarskoje Selo (heute: Puschkin) versetzt, wo er bis zu seinem Tod mit seiner Familie lebte.
Im Sommer 1900 unternahm Annenski eine Wolga-Schiffsreise nach Astrachan, verbrachte dann zwei Wochen in Finnland, den Sommer darauf, 1901, reiste er für einen längeren Aufenthalt mit seiner Frau nach Frankreich.
1901 erschien das Drama Melanhippe, die Philosophin, nach einem verschollenen Drama von Euripides. 1902 veröffentlichte er die Tragödie Kaiser Ixion. Es kamen Aufsätze über den Künstlerischen Idealismus Gogol und Dostojewski (1905) heraus.

### Erster und zweiter Gedichtband
1904 erschien unter dem Pseudonym NIK. T-O [Niemand] der erste Gedichtband Annenskis Stille Lieder [Tichie pesni], der auch Übertragungen der französischen Symbolisten und Poètes maudits (Baudelaire, Leconte de Lisle, Mallarmé, Rimbaud, Verlaine) enthielt. Auch wenn es damals nicht unüblich war, mit einem Pseudonym an die literarische Öffentlichkeit heranzutreten, klang darin ein Grundthema Annenskis an. Einmal handelte es sich um ein Anagramm, zum zweiten spielte Annenski an die Gestalt des Odysseus an.
Der Lyrikband Stille Lieder traf bei Literaturkritikern auf ein geteiltes Echo. Waleri Brjussow, russischer Symbolist und Literaturkritiker mit großem Einfluss, äußerte sich zurückhaltend, lobte indessen die Musikalität der Verse, die von „großer Bildhaftigkeit sind, das Banale scheuten, einen kraftvollen und neuen Eindruck hinterlassen“ (Valerij Brjusov: Sredi stichov. 1894–1924. Mainifesty, stat'i, recenzii. Sovjetckij pisatel', Moskva 1990, S. 110). Alexander Blok, einer der führenden Symbolisten, gestand, trotz einiger kritischer Randbemerkungen, in seiner Rezension von 1906 ein, dass, „gleich einer Begegnung mit einem Unbekannten, sein Interesse gänzlich unerwartet geweckt“ (Aleksandr Blok: Sobranie sočinenij v vosmi tomach. T. 5, S. 620 ff.) worden sei. Er sei auf „wahrhaftig neue Eindrücke“ und „eine neuartige Symbolhaltigkeit“ getroffen.
1905 wurde Annenski seines Direktorenpostens am Gymnasium in Zarskoje Selo enthoben. Hintergrund waren die Ereignisse der Russischen Revolution von 1905, die auch seine Verwandtschaft betrafen: sein Bruder wurde verhaftet, ihm selbst wurde vorgeworfen, in die Unruhen, an der sich auch die höheren Klassen seines Gymnasiums beteiligten, verwickelt zu sein. Im Januar 1906 wurde er zum Inspektor des Petersburger Schulbezirkes berufen. Seine neue Tätigkeit war mit vielen beschwerlichen Dienstreisen (wie nach Wologda, Pskow, Welikije Luki) verbunden, was Annenskis schwacher Gesundheit nicht besonders zuträglich war. Dennoch schrieb er zahlreiche Publikationen, wie die Tragödie Laodomia oder Heinrich Heine und wir. Seine übersetzerische Tätigkeit schlug sich in einem Euripides-Band Euripides Theater nieder, der unter Kennern seines Faches Lob und Anerkennung fand.
Zeitgleich gab er 1906 seine literaturkritischen Betrachtungen über Gogol, Dostojewski, Turgenew, Lew Tolstoi, Tschechow und Balmont unter dem Titel Das Buch der Spiegelungen [Kniga otraženij] heraus. 1909 folgte Das zweite Buch der Spiegelungen [Vtoraja kniga otraženij], eine Sammlung von Artikeln über Lermontow, Dostojewski, Andrejew, Heine, Henrik Ibsen und William Shakespeare. 1906–1909 erschienen vereinzelt Gedichte Annenskis in Anthologien, Zeitungen und Zeitschriften.
In dieser Zeit erweiterte sich Annenskis Bekanntenkreis in der literarischen Welt. Diesem gehörten u. a. Wjatscheslaw Iwanow, Alexander Blok, Fjodor Sologub, Michail Kusmin und Maximilian Woloschin an. Die 1909 neu gegründete Literatur-Zeitschrift Apollon, die zu einer Institution der Symbolisten wurde, gewann Annenski als Berater und Mitarbeiter.
Schwerkrank und überarbeitet, legte Annenski die Herausgabe und das Lektorat seines zweiten Gedichtbandes Das Zypressenkästchen [Kiparissowy larez] in die Hand seines Sohnes, Walentin Kriwitsch.
Annenski starb am 30. November 1909 auf den Stufen der Eingangshalle des Zarskoselski-Bahnhofs (heute: Witebsker Bahnhof) in Sankt Petersburg an einem Herzschlag. Annenskis zweiter Gedichtband Das Zypressenkästchen erschien posthum 1909/1910.
Die Schriftstellerin Alexandra Annenskaja war eine Schwägerin Annenskis.

## Bedeutung für die Nachwelt

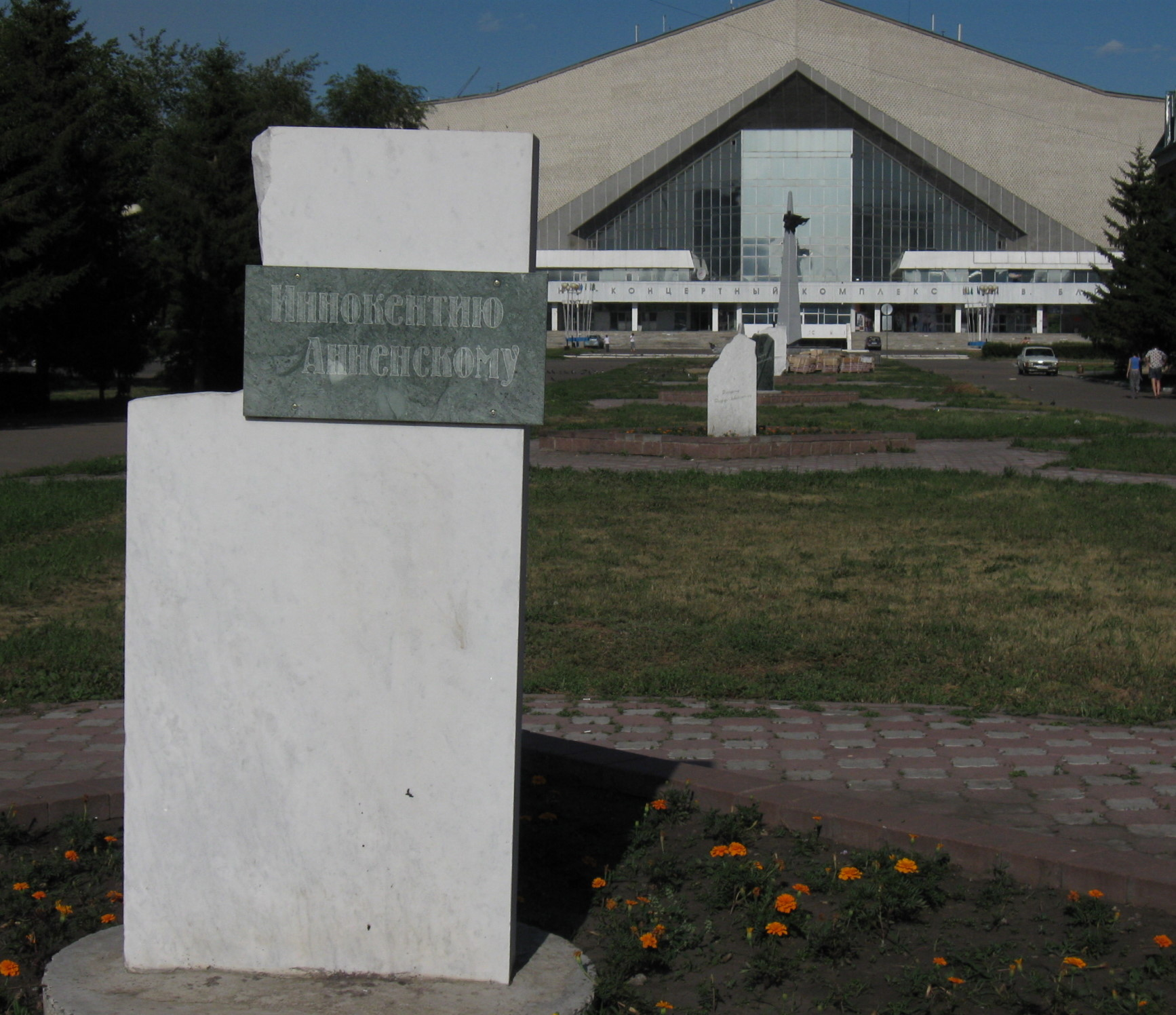
Gedenkstein zum Annenskij in Omsk, Russland

Erst nach Annenskijs Tod wurde sich die literarische Öffentlichkeit seiner Bedeutung für die russische Dichtung bewusst. Bei Nikolai Gumiljow heißt es in der posthumen Rezension zu Annenskis letztem Gedichtband Das Zypressenkästchen: „Es ist an der Zeit auszusprechen, dass nicht nur Russland, sondern ganz Europa einen der größten Dichter verloren hat …“ (Nikolaj Gumiljow: Pis'ma o russkoj poezii, Moskva Sovremennik, 1990, S. 101). Maximilian Woloschin, der Annenski Anfang März 1909 persönlich kennengelernt hatte (in ihren Treffen ging es um die Vorbereitung der ersten Ausgaben der Literatur-Zeitschrift Apollon) hob hervor, dass kein anderer Dichter es bisher vermocht hätte, die „seelischen Zustände wie die der Schwermut, der Langsamkeit des Lebens, der Schlaflosigkeit, der körperlichen Schmerzen, der Herzanfälle, der Müdigkeit und des Dahinschwindens der Kräfte“ (M. Vološin: Liki tvorčestva. Leningrad 1988, S. 524) intensiver zu beschreiben als Annenski.
Seine Dichtung übte einen entscheidenden Einfluss auf den nach dem russischen Symbolismus aufkommenden Akmeismus und russischen Futurismus aus. Anna Achmatowa berief sich auf Annenski, den sie in mehreren Gedichten auch als ihren Lehrmeister bezeichnete, wie u. a. in: Im Geiste Annenskis (Podražanie Annenskomu), 1910; Der Lehrmeister (Učitel'), 1945, oder auch in Ode von Zarskoje Selo, (Carskosel'skaja oda), 1961.

## Werke (Auswahl)
Originalausgaben in russischer Sprache
- Меланиппа – Философ. Трагедия Иннокентия Анненского. St.-Petersburg 1901, (Digitalisat).
- Царь Иксион. Трагедия в пяти действиях с музыкальными антрактами. St.-Petersburg 1902, (Digitalisat).
- Тихие песни. St. Petersburg 1904, (Unter dem Pseudonym „Ник. Т-о“. Digitalisat).
- Книга отражений. St.-Petersburg 1906, (Digitalisat).
- Вторая книга отражений. St.-Petersburg 1909, (Digitalisat).
- Кипарисовый ларец. Вторая книга стихов (посмертная) („Der Zypressenschrein“). Moskau 1910 erschien posthum, (Digitalisat).

Übersetzungen ins Deutsche
- Schwarze Silhouette. Gedichte Russisch – Deutsch. Übersetzt von Adrian Wanner. Mit einem Nachwort von Ulrich Schmid. Pano-Verlag, Zürich 1998, ISBN 3-907576-02-0.
- Wolkenrauch. Gedichte. Aus dem Russischen übertragen und herausgegeben von Martina Jakobson. Edition Rugerup, Hörby/Schweden 2010, ISBN 978-91-89034-28-0 (Text deutsch und russisch in kyrillischer Schrift).

## Sekundärliteratur
- Barbara Conrad: I. F. Annenskijs poetische Reflexionen (= Forum slavicum. Bd. 39). Fink, München 1976, ISBN 3-7705-1362-2 (Zugleich: Heidelberg, Universität, Dissertation, 1971: Grundlagen einer Deutung des poetischen Werks von Innokentij Fedorovič Annenskij.).
- Isabelle Guntermann: Mysterium Melancholie. Studien zum Werk Innokentij Annenskijs (= Bausteine zur slavischen Philologie und Kulturgeschichte. Reihe A: Slavistische Forschungen. NF Bd. 35). Böhlau, Köln u. a. 2001, ISBN 3-412-03901-2 (Zugleich: Bochum, Universität, Dissertation, 2000).
- Alexandra Ioannidou: Humaniorum studiorum cultores. Die Gräkophilie in der russischen Literatur der Jahrhundertwende am Beispiel von Leben und Werk Innokentij Annenskijs und Vjacheslav Ivanovs (= Heidelberger Publikationen zur Slavistik. B: Literaturwissenschaftliche Reihe. Bd. 2). Lang, Frankfurt am Main u. a. 1996, ISBN 3-631-46176-3 (Zugleich: Heidelberg, Universität, Dissertation, 1992).
- Judith Olert: Platonische Lehren in I. F. Annenskijs Lyrik. Eine intertextuelle Untersuchung (= Schriftenreihe Studien zur Slavistik. Bd. 3). Kovač, Hamburg 2002, ISBN 3-8300-0782-5 (Zugleich: Mainz, Universität, Dissertation, 2002).